# لوه كين يو
لوه كين يو (مواليد 26 يونيو 1997) هو لاعب ريشة طائرة سنغافوري فاز ببطولة العالم لكرة الريشة 2021.

## وصلات خارجية
- لوه كين يو على موقع BWF.tournamentsoftware.com (الإنجليزية)
- لوه كين يو على موقع BWFbadminton.com (الإنجليزية)
- لوه كين يو على موقع اللجنة الأولمبية الدولية (الإنجليزية)
- لوه كين يو على موقع أوليمبيديا (الإنجليزية)